# キーラ・グレイシー
キーラ・グレイシー（Kyra Gracie、1985年5月29日 - ）は、ブラジルの女性ブラジリアン柔術家。リオデジャネイロ州リオデジャネイロ出身。グレイシーバッハ所属。ブラジリアン柔術三段。
ブラジリアン柔術創始者カーロス・グレイシーのひ孫（カーロスの次男カーロス・ホブソン・グレイシーの娘フラビア・グレイシーの娘）。ヘンゾ、ハウフ、ハイアンは叔父にあたる。

## 来歴
2003年4月、アメリカ合衆国カリフォルニア州で開催されたパンアメリカン柔術選手権に出場。紫帯スーパーフェザー級の準決勝で藤井惠をポイント判定、決勝でも茂木康子を一本で下し、優勝を果たした。
2003年8月6日のスマックガールで藤井惠との対戦が予定されていたが、直前になってビザの問題などで実現しなかった。
2004年9月4日に開催された女子格闘技興行「CROSS SECTION」で初来日しリングサイドで観戦した。
2004年9月14日にフジテレビで放送された番組「世界衝撃のスゴびっくり!大集合格闘王スペシャル!!」のスタジオで、芸人の三又忠久と柔術マッチで対戦。オモプラッタからの三角絞めを仕掛け、三又が逃れたところに巴投げからの腕ひしぎ十字固めで1分13秒タップアウト勝ち。
2005年5月、アブダビコンバット女子60kg未満級の1回戦でエリカ・モントーヤに勝利、準決勝で藤井惠を腕ひしぎ十字固めで下すと、決勝でレカ・ヴィエイラをポイント判定8-0で下し、優勝。
2006年7月、世界柔術選手権に出場し、女子茶・黒帯レーヴィ級で優勝。ムンジアルの黒帯を初制覇する。
2006年10月、世界ブラジリアン柔術連盟(CBJJ)主催の国際大会「第1回ブラジリアン柔術アジア選手権」（アジアチコ）で日本初試合。女子茶・黒帯レーヴィ級トーナメント（決勝ワンマッチのみ）で服部恵子を判定で下し、優勝。
2007年5月、アブダビコンバット女子60kg未満級の準決勝で赤野仁美、決勝でタラ・ラローサを下し、2連覇を果たした。無差別級では1回戦でアネッチ・クアドロスに敗北。

## 獲得タイトル
- パンアメリカン柔術選手権 女子紫〜黒帯プルーマ級 優勝（2003年）
- 世界柔術選手権（ムンジアル） 女子紫〜黒帯ペナ級 2位（2004年）
- 世界柔術選手権 女子茶・黒帯レーヴィ級 2位（2005年）
- 世界柔術選手権 女子茶・黒帯レーヴィ級 優勝（2006年）
- 世界柔術選手権 女子茶・黒帯レーヴィ級 優勝（2008年）
- 世界柔術選手権 女子茶・黒帯無差別級 優勝（2008年）
- 世界柔術選手権 女子茶・黒帯ライト級 2位（2009年）
- 世界柔術選手権 女子茶・黒帯無差別級 2位（2009年）
- 世界柔術選手権 女子茶・黒帯ライト級 優勝（2010年）
- 世界柔術選手権 女子茶・黒帯無差別級 3位（2010年）
- 世界柔術選手権 女子茶・黒帯フェザー級 2位（2011年）
- 第6回 アブダビコンバット 女子60kg未満級 優勝（2005年）
- 第7回 アブダビコンバット 女子60kg未満級 優勝（2007年）
- 第9回 アブダビコンバット 女子60kg未満級 優勝（2011年）